# نقد
النقد هو تعبير مكتوب أو منطوق من متخصّص يُسَمَّى ناقدًا، عن الجَيِّد والرديء في أفعال أو إبداعات أو قرارات يتخذها الإنسان أو مجموعة من البشر في مُخْتَلِفِ المجالات من وجهةِ نظر الناقد. كما يذكر مكامن القوة والضعف فيها، وقد يقترح أحيانا الحلول. ويكون النقد في مجال الأدب، والسياسة، والسينما، والمسرح وفي مختلف المجالات الأخرى.
قد يكون النقد مكتوبًا في وثائق داخلية أو منشورًا في الصحف أو ضمن خُطَبْ سياسية أو لقاءات تلفزيونية وإذاعية.
مهمة النقد هي النظر في قيمة الشيء وتقييمه. النقد المعرفي مثلًا، هو النظر في إمكانية وشروط المعرفة وحدودها، وهو عمومًا عدم قبول القول أو الرأي قبل تمحيصه، وهو بشكل عام ينقسم إلى نوعين: نقد خارجي وهو النظر في أصل الرأي، ونقد داخلي وهو النظر في الرأي ذاته من حيث التركيب والمحتوى.

## النقد في الأدب
قال جورجي زيدان عن النقد في مجلة الهلال: أن الْاِنْتِقَادَ يعني إبراز جوانب الْاِسْتِحْسَانِ وَالنَّقْصِ على السواء وأن كلمة (اِنتِقاد) ليست تعني إحصاء العيوب وحدها ونريد من باب (الانتقاد والتقريض) كلا الجانبين، بإبداء رأيهم فيما يسمعونه إن حسنًا أو قبيحًا، فدعوناه لذلك (باب التقريض)، والاِنتِقاد تقريبًا من المعنى المراد، وما فتحناه إلا لِعِلْمَنَا بما يترتبٌ عليهِ من الفائدة الحاصلة من تناول الآراء، وأن العاقل من أعتقد الضعف في نفسه، وعلم أن اِنتِقادَ ما يكتبه أو يقوله، لا يَحُطُّ من قدره، إذ أننا لا نَنْتَقِدُ إلا ما نَرَاْهُ جديرًا بالمطالعة ومُستَحِقًا للاِنْتِقَادِ.

## النقد في الفن
تعددت التيارات النقدية في الفن عامة والفنون التشكيلية خاصة خلال القرن العشرين بالعالم العربي فشمل النقد الفني توجهات جمعت بين الفلسفة والتنظير والتأريخ.

## نقاد
نَذْكُرْ على سبيلِ المِثَال من بَيْنَ النُقَادِ (خليل قويعة - عبد الرازق عكاشة - موسى الخميسي - عبد الله أبو راشد - محمد محسن الزارعي).